# Фессберг (Мельндаль)
«Фессбергс» ІФ (швед. Fässbergs Idrottsförening) — шведський футбольний клуб із міста Мельндаль. 

## Історія
Заснований 24 квітня 1916 року внаслідок злиття клубів Крукслеттс ІК, Мельндальс ІС та ІК Селтік. 
В Аллсвенскан не виступав. У сезоні 2019 року виступає у 7-й лізі (Дивізіон 5) Швеції.

## Досягнення
Чемпіонат Швеції:
- Чемпіон (1): 1924.